# Pakten (film)
Pakten (engelsk originaltitel: The Covenant) är en amerikansk skräckfilm från 2006 i regi av Renny Harlin.

## Handling
Filmens handling följer fyra high school-ungdomar i New England – Caleb, Pogue, Reid and Tyler – med övernaturliga krafter. Gänget, kallat för Sons of Ipswich efter sin hemstad, blir snart varse om att de inte är de enda i staden med krafter utöver det vanliga.

## Rollista i urval
| Steven Strait  | – Caleb Danvers  |
| Laura Ramsey   | – Sarah Wenham   |
| Sebastian Stan | – Chase Collins  |
| Taylor Kitsch  | – Pogue Harry    |
| Jessica Lucas  | – Kate Tunney    |
| Toby Hemingway | – Reid Garwin    |
| Chace Crawford | – Tyler Simms    |
| Wendy Crewson  | – Evelyn Danvers |